# 坎農科斯基

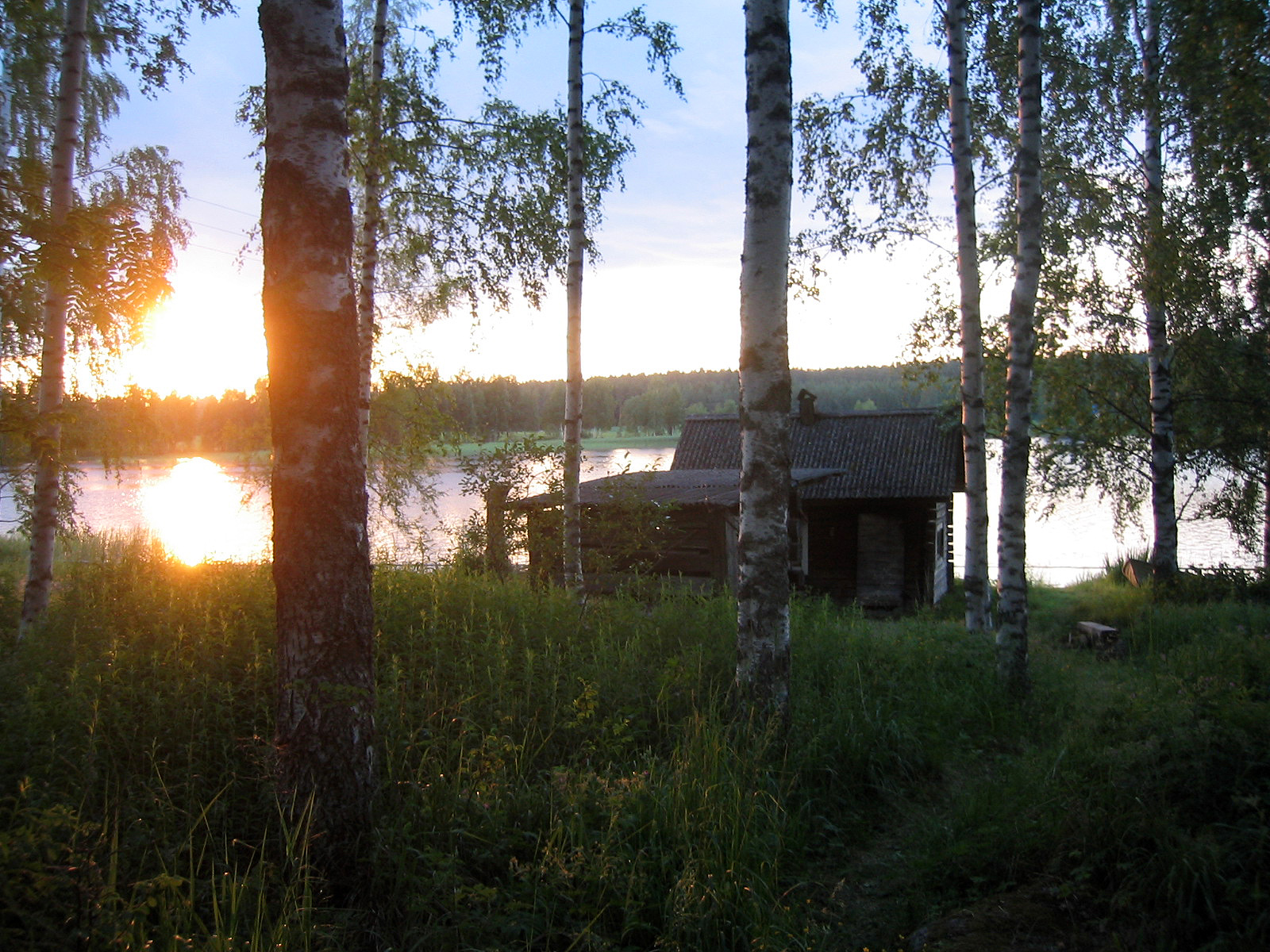

坎農科斯基是芬蘭的城鎮，位於該國中部，由中芬蘭區負責管轄，始建於1934年，面積549.62平方公里，最高點海拔高度201米，2013年人口1,546，人口密度為每平方公里3.48人。

## 外部連結
- Municipality of Kannonkoski（页面存档备份，存于） – Official website （文）
- Mikko Hirvonen, Kannonkoski born rally driver（页面存档备份，存于） - Official website